# Шиликты (Актюбинская область)
Шиликты (каз. Шілікті) — село в Шалкарском районе Актюбинской области Казахстана. Административный центр Кишикумского сельского округа. Находится примерно в 83 км к востоку-юго-востоку от города Шалкар, административного центра района, на высоте 78 метров над уровнем моря. Код КАТО — 156442100.

## Население
В 1999 году население села составляло 1511 человек (831 мужчина и 680 женщин). По данным переписи 2009 года, в селе проживало 1492 человека (779 мужчин и 713 женщин).